# Iglesia de Cristo Salvador (Pristina)
La Iglesia de Cristo Salvador (en serbio: Саборни храм Христа Спаса у Приштини') es un templo cristiano en Pristina, Kosovo se trata de un edificio afiliado a la iglesia ortodoxa serbia inacabado cuya construcción se inició en el año 1995. Se planeaba su inauguración en 1999, pero su construcción, en el campus de la Universidad de Pristina antes de la guerra, fue interrumpida por el conflicto de Kosovo.
Su construcción no fue bien recibida por la población predominantemente musulmana suní de Kosovo, y su futuro sigue siendo incierto. La propiedad del edificio y el terreno sobre el que se encuentra está en disputa entre la Universidad de Pristina y la Iglesia Ortodoxa Serbia.
Visto como un símbolo del régimen de Slobodan Milošević, varios intelectuales albanokosovares han llamado a su demolición, pero esta no se ha concretado.